# Pakur (huyện)
Huyện Pakur là một huyện thuộc bang Jharkhand, Ấn Độ. Thủ phủ huyện Pakur đóng ở Pakur. Huyện Pakur có diện tích 1805 ki lô mét vuông. Đến thời điểm năm 2001, huyện Pakur có dân số 701616 người.